# Lista de campeãs do carnaval de Novo Hamburgo
Lista de campeãs do carnaval de Novo Hamburgo, Rio Grande do Sul.
| Ano  | Campeã                        | Enredo                                                                       | Ref.                 |
| ---- | ----------------------------- | ---------------------------------------------------------------------------- | -------------------- |
| 1999 | Cruzeiro do Sul               | Era uma vez - Viajar ao mundo infantil é sempre fascinante                   | [ 1 ]                |
| 2000 | Protegidos da Princesa Isabel | Essa terra já tinha dono.                                                    | [ 2 ]                |
| 2001 | Portela do Sul                |                                                                              | [ 3 ]                |
| 2002 | Protegidos da Princesa Isabel | Lenda da explosão das cores.                                                 | [ 4 ]                |
| 2003 | Cruzeiro do Sul               | Amazônia, planeta verde, suas lendas e seus mistérios                        | [ 5 ]                |
| 2004 | Cruzeiro do Sul               | Para além dos cinco sentidos.                                                | [ 6 ]                |
| 2005 | Cruzeiro do Sul               |                                                                              | [ 5 ] [ 7 ]          |
| 2006 | Protegidos da Princesa Isabel |                                                                              | [ 8 ]                |
| 2007 | Protegidos da Princesa Isabel | Budismo...O caminho da iluminação.                                           | [ 9 ]                |
| 2008 | Protegidos da Princesa Isabel | A Protegidos Reinventa os Espetáculos do Cirque du Soleil.                   | [ 10 ]               |
| 2009 | Protegidos da Princesa Isabel | Dentre todos os medos, todas as fobias, a Protegidos pergunta: Qual é a sua? | [ 11 ]               |
| 2010 | Império da São Jorge          | Água, a fonte da vida. Vamos preservar esse tesouro.                         | [ 12 ]               |
| 2011 | Cruzeiro do Sul               | Constelação do Cruzeiro do Sul nos leva pelo paraíso do Zodiacal.            | [ 13 ]               |
| 2012 | Cruzeiro do Sul               | A História do Samba                                                          | [ 14 ]               |
| 2013 | Império da São Jorge          | Educação que supera!                                                         | [ 15 ] [ 16 ] [ 17 ] |
| 2014 | Cruzeiro do Sul               | Arriba, Arriba! Magias e Mistérios do Povo Cigano                            | [ 18 ] [ 19 ]        |
| 2015 | Cruzeiro do Sul               | #RedeSociais                                                                 | [ 20 ] [ 21 ]        |
| 2016 | Portela do Sul                | Do Pão da Vida ao Pão nosso de cada dia dai a Todos Alegria                  | [ 22 ] [ 23 ]        |